# ميغيل أمير بيرا
ميغيل أمير بيرا (بالبرتغالية: Miguel de Bragança, Príncipe da Beira‏) أمير برازيلي ولد وتوفي في نفس اليوم في 26 أبريل 1820 في ريو دي جانيرو، وهو ابن بيدرو الأول إمبراطور البرازيل وماريا ليوبولدينا من النمسا.